# Bindjeng I
Bindjeng I est un village du département du Nkam au Cameroun. Situé dans l'arrondissement de Yabassi, il est localisé sur la route qui lie Yabassi à Nkondjock vers le pont sur le Nkam. 

## Population et environnement
En 1967, le village de Bindjeng I  avait 29 habitants. La population est essentiellement composée des Bandem. 